# Gerard Furest i Dalmau
Gerard Furest i Dalmau (Figueres, 21 de desembre de 1980) és un filòleg, professor de secundària i sindicalista català. Durant el decenni del 2020 es feu conegut pel seu discurs sobre el retrocés de la llengua catalana, amb una narrativa descrita com a desacomplexada, proposant i combativa vers els mitjans públics i la manca d'acció política i institucional en aquest àmbit per part dels líders del procés d'independència de Catalunya.
Llicenciat en filologia catalana per la Universitat Autònoma de Barcelona i portaveu de la sectorial educativa de la Intersindical-CSC, el 2021 va publicar Decàleg irreverent per a la defensa del català. L'obra és un assaig que, a través del concepte del «pragmatisme unilateral» pretén crear consciència del repte de mantenir viva la llengua en el dia a dia, i en què hi alerta de la poca exigència del català emprat als mitjans de comunicació que depenen de la Corporació Catalana de Mitjans Audiovisuals en la situació actual de diglòssia generacional en què es «castellanitzen els fills de catalanoparlants en les àrees més poblades del país». A més, hi assenyala la manca de polítiques lingüístiques decidides per part dels governs, hi destaca la correlació entre drets lingüístics i socials i hi adverteix sobre les polítiques econòmiques desenvolupistes que acceleren el procés de substitució lingüística.

## Obra publicada
- Decàleg irreverent per a la defensa del català. Edicions del Núvol, 2021. ISBN 978-84-17455-37-8[8][9]